# Герб Північної Ірландії
Герб уряду Північної Ірландії був наданий Виконавчому комітету Таємної Ради Північної Ірландії у 1924 році.

## Історія та опис
Герб був розроблений майором сером Невілом Вілкінсоном, Гербовим королем Ольстера в Дублінському замку 1923 року. У січні 1924 року майор Вілкінсон провів дискусії з представниками Північної Ірландії у Лондоні щодо герба. Остаточний дизайн був завершений заступником Вілкінсона Томасом Уліком Садлеріром для затвердження кабінетом Північної Ірландії у квітні 1924 року. Художнє виконання було затверджено і підписано Королівським ордером короля Георга V, оприлюднено через Міністерство внутрішніх справ 2 серпня 1924 року та зареєстровано в Реєстрі гербів у Дубліні:
Королівський ордерний уряд Північної Ірландії
У срібному полі поверх червоного хреста на срібній шестикутній зірці, увінчаній імператорською короною, червона кисть-правиця.
Даний на нашому суді Сент-Джеймса на 15-му році нашого правління 2 серпня 1924 року за наказом Його Величності.
У 1925 році як щитотримача було надано червоного лева, як на Королівському прапорі Шотландії, щоб представити шотландців Ольстера, та ірландського лося - «рідний елемент» регіону. Лев несе прапор з ірландською арфою, а ірландський лось - прапором із гербами родини Де Бергів (описано вище). Геральдичною мовою це звучить так:
Щитотримачі: червоний лев із золотим озброєнням та нашийником тримає древко синього прапора із золотою арфою та імператорською короною; ірландський лось природніх кольорів у золотому нашийнику тримає древко золотого прапора із червоним  хрестом.
У 1971 року Геральдична колегія у Лондоні додала базу, на якій стоять щитотримачі:
На зеленій горі дві рослини льону, кожна з яких має по три квітки на стеблах.

## Використання
Герб використовувався в якості офіційного символу Північної Ірландії в 1925-1972 роках. У 1972 році, після того, як уряд Північної Ірландії було розпущено, герб був виведений з офіційних. Дарування герба не було скасовано, але в зв'язку з тим, що носій герба (самостійна держава Північної Ірландії) не існує, герб визнаний історичним і не може бути використаний офіційно до тих пір, поки у нього не з'явиться новий власник.
Нинішня виконавча влада Північної Ірландії не використовує даний герб. Колишній прапор Північної Ірландії походить від герба. Прапор - це тільки герб (щит), бо щитотримачі ніколи не відображаються на прапорі. Щитотримачі не є частиною герба - вони підтримують герб, який знаходиться на щиті. Раніше офіційний прапор продовжує використовуватися для представлення Північної Ірландії на деяких спортивних змаганнях.
Використання даної символіки сьогодні може бути контраверсійним у деяких районах Північної Ірландії.

## Походження
В основі герба Північної Ірландії використаної англійський андріївський хрест у поєднанні із гербом Ольстера і мав символізувати тісну єдність регіону із Великою Британією.

Прапор Англії
Герб Ольстера